# Isole Blasket
Le Blasket (Na Blascaoidí in gaelico irlandese, di etimologia incerta: potrebbe venire dal nordico antico "brasker", che significa "posto pericoloso") sono un arcipelago di piccole isole al largo della penisola di Dingle, nel Kerry, in Irlanda.
Disabitate dal 1953, erano precedentemente insediate da popolazioni che parlavano esclusivamente la lingua irlandese ed hanno contribuito notevolmente alla cultura irlandese tradizionale. Molti dei discendenti vivono oggi a Springfield (Massachusetts), mentre alcuni si sono stanziati nella penisola di Dingle, con la vecchia residenza sempre e comunque a portata d'occhio.
Gli isolani furono soggetto di studio antropologico e linguistico tra la fine del XIX e l'inizio del XX secolo e, incoraggiati dall'esterno, scrissero vari libri ricchi di informazioni relative alle tradizioni e alla storia del luogo. Tra questi c'è An tOileánach (The Islandman) di Tomás Ó Criomhthain, Peig di Peig Sayers e Fiche Blian ag Fás (Twenty Years a Growing) di Muiris Ó Súilleabháin (Maurice O'Sullivan).

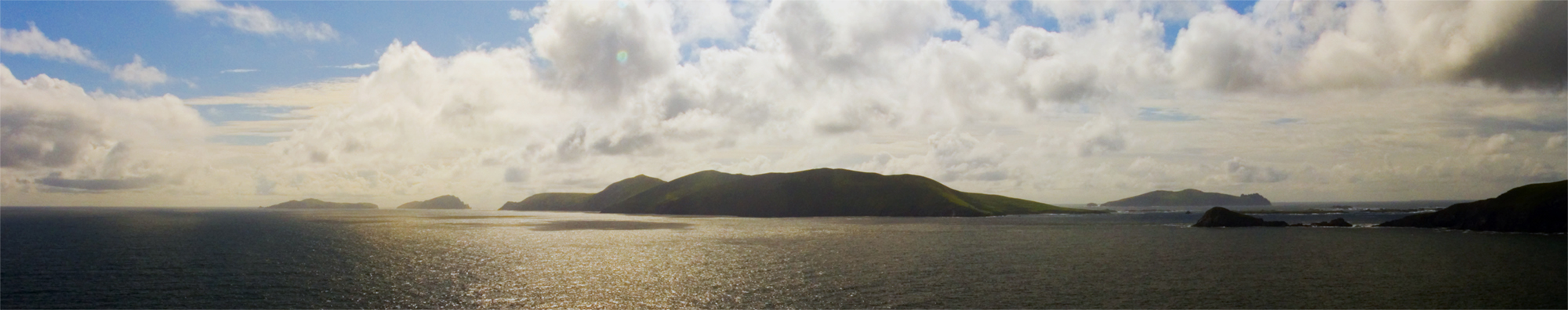
Panoramica che comprende quasi tutte le Blasket

Le sei isole principali sono: